# Already Gone
«Already Gone» («Уже ушла») — третий сингл американской певицы Келли Кларксон с её четвёртого студийного альбома 2009 года All I Ever Wanted. Соавтором и продюсером песни стал вокалист группы OneRepublic Райан Теддер.
Выход сингла сопровождался скандалом, связанным с тем, что Райан Теддер предположительно использовал одну и ту же аранжировку в «Already Gone» и песне Бейонсе «Halo». Келли Кларксон пыталась препятствовать включению песни альбом, а затем выходу сингла, поскольку боялась, что ей предъявят обвинения в плагиате.
Несмотря на недовольство певицы, сингл вышедший летом 2009 года был, в основном, положительно оценен музыкальными критиками и вошёл в топ 20 чарта Billboard Hot 100, и в топ 10 многих других чартов США и других стран; сингл получил статус Платинового в Канаде и Золотого в Австралии.

## Информация о песне
Райан и я встретились в офисе звукозаписывающей компании ещё до того, как он начал работать с другими. Мы написали вместе шесть песен, четыре или пять из них были созданы для альбома. Всё шло гладко и превосходно. Я прежде никогда не слышала песню «Halo». Альбом Бейонсе уже вышел, когда тираж моего был уже готов. Никто не стал бы сидеть и думать: "Чёрт, Райан Теддер дал бейонсе и Келли один и тот же трек". Нет, все бы стали говорить, что это Я у кого-то своровала. Я позвонила Райану и сказала: "Я не понимаю. Почему ты это сделал?"
«Already Gone» была написана Келли Кларксон в соавторстве с вокалистом OneRepublic Райаном Теддером Теддер охарактеризовал её как «эмоциональную, разрывающую сердце песню о расставании». Вместе они написали 6 песен для All I Ever Wanted. Позже Кларксон услышала песню Бейонсе «Halo», соавтором которой также был Теддер, и заметила, что музыкальные аранжировки песен практически идентичны. Певица обвинила Райана Теддера в использовании одной и той же аранжировки в обеих песнях, и была расстроена тем, что люди будут считать, что она украла песню у Бейонсе.
Кларксон пыталась исключить трек из списка композиций альбома All I Ever Wanted, но уже было слишком поздно, поскольку тираж альбома уже был готов к продаже.
Теддер разместил комментарий на своей странице на MySpace, где утверждал, что песни «совершенно разные», и что вся критика в его адрес «болезненна и абсурдна». В интервью для сайта Idolator, посвященного конкурсантам American Idol, Теддер заявил, что он зол на Келли, и добавил: «Если бы я собрался продать один и тот же трек двум величайшим певицам мира, как долго бы после этого продлилась моя карьера? Это смешно … Я не идиот».
«Already Gone» — одна из лучших песен, написанных и спродюсированных мной со времён «Bleeding Love», и стоит намного выше «Halo». Это две абсолютно различных песни в концептуальном, музыкальном, лирическом планах, и я бы никогда не стал пытаться обмануть певиц такого масштаба, как Келли Кларксон или Бейонсе, записав для обеих один и тот же трек, эта мысль болезненна и абсурдна. Я считаю, что когда люди слышат «Already Gone», они слышат то же, что и я — одну из величайших певиц на Земле, исполняющую свою самую запоминающуюся и and разрывающую сердце песню.
Кларксон пыталась воспрепятствовать желанию своих продюсеров выпустить «Already Gone» в качестве сингла, она хотела, чтобы следующим синглом стала песня «Cry», но потерпела неудачу: «…они выпустили её без моего согласия. Это ужасно, но это одна из тех ситуаций, которую я не могу контролировать… Звукозаписывающая компания может делать всё, что угодно». Теддер, тем не менее, был рад выходу сингла, заявив, что песня нравится ему больше, чем «Halo». Песня появилась в эфире радиостанций 11 августа 2009 года.

Конфликт с Теддером продолжился в 2010 году. В декабре 2009 года он заявил, что он больше не в обиде на обвинения Келли Кларксон, но она должна быть благодарна ему за создание хита. В интервью для The Denver Post он рассказал, что будет трудиться над материалом для пятого альбома Кларксон. 
I can't take the pressure of new. Give me old, rip it off.
Let's see if it sticks to the wall again.
Does it sound familiar? Does it linger in your ear?
Like something you remember from just last year?
Певица, в ответ, в интервью для Daily Star заявила, что она пишет новые песни с новыми малоизвестными авторами: «Я не люблю сотрудничать с людьми, которые работают со всеми подряд. Иногда мне приходится делать это по настоянию звукозаписывающей компании, но мне нравится работать с теми, кто не вращается во всём этом. Я не хочу, чтобы моё звучание было очень похоже на записи других исполнителей».
В мае 2010 года в интернет просочилась неизданная композиция Кларксон «Wash, Rinse, Repeat», строки которой содержали намёк на Теддера и его поступок. Теддер согласился, что песня о нём, но сказал, что трек ему нравится: «Келли, выражает свою точку зрения, не оглядываясь ни на кого. У неё потрясающие тексты, и я рад, что она остаётся сама собой. Она не кукла»

## Музыка и лирика
«Already Gone» представляет собой поп-рок балладу с элементами R&B и влияниями классики. CBC News охарактеризовала музыкальную составляющую песни как «ритм сердцебиения, сверкающее фортепиано и стремительные струны», а MTV как «мрачное фортепиано, грохочущие ударные и хлопки». Песня написана в размере 4/4, умеренно-медленном темпе 74 удара в минуту, тональности Ля мажор; последовательность аккордов — A-E-F♯m-D-A-E-F#m-D-Bm-D в куплетах и A-E-F#m-E-D-E в припеве. Вокальный диапазон охватывает две октавы от Си3 до Ми5. В песне использовано наложение вокала.
Текст песни представляет собой обращение лирической героини к своему возлюбленному, где она говорит о том, что он ни в чём не виноват, но их отношения обречены на провал, поэтому ему следует двигаться дальше, и она уже сделала первый шаг и ушла.

## Видеоклип
Видеоклип «Already Gone» был снят в Торонто 20 июня 2009 года; режиссёром клипа стал Джозеф Кан, который прежде снял для Кларксон клипы «Never Again», «Walk Away» и «Behind These Hazel Eyes». В видеоклипе певица предстаёт в золотом вечернем платье и жемчужном ожерелье. Параллельно показаны сцены, где Кларксон в чёрном платье выступает в репетиционной и кадры в замедленном движении с падающими бокалами с шампанским, жемчугом и скрипками.
Премьера видео состоялась 27 июля 2009 года. После премьеры Джозеф Кан заявил, что ему не дали воплотить свою идею до конца, и был разочарован итоговым результатом. Журнал Rolling Stone назвал видео скучным, а Dose — бессмысленным.

## Живые выступления
Из-за скандала с «Halo», и поскольку Кларксон хотела использовать в концертных выступлениях другую аранжировку, она и её музыкальный режиссёр Джейсон Холберт создали новую версию песни, которая исполнялась во время концертных туров 2009 года. В отчёте об одном из концертов газеты The Republican и Atlantic City Weekly писали, что это был один из самых запоминающихся номеров. В репортаже MTV News было сказано, что «Already Gone» — одна из любимых композиций поклонников, при выступлении певицы на концертах. В отчёте о концерте в Нью-Йорке Rolling Stone писал, что публика пела «Already Gone», и певицу это очень порадовало.
Келли Кларксон исполняла «Already Gone» в телевизионных шоу Late Night with David Letterman 13 июля, VH1 Divas. Также она выступила с этой песней на церемонии вручения премии American Music Awards 2009

## Критические отзывы
«Already Gone» считается одной из лучших композиций альбома All I Ever Wanted. Издание The New York Post отметило эмоциональность и чувственность песни и охарактеризовало её как «смесь творчества Стиви Никс и какой-нибудь заглавной темы из романтической комедии с Джулией Робертс» Рецензент с сайта About.com писал, что «песня разобьёт ваше сердце», и отметил «практически идеальное» вокальное исполнение Келли Кларксон. Entertainment Weekly считает, что «боль, о которой любит петь Кларксон, нравится миллионам людей… песня полностью раскрывается как метафора нахождения силы в боли. Подобное мнение высказали The Hartford Courant, и Chicago Tribune.
Газета Houston Chronicle писала, что «Already Gone» … разительно отличается от других песен с All I Ever Wanted. Ритм замедляется, и Теддер раскрывает прозрачность и чистоту вокала Кларксон, который идеально синхронизируется с трагичной лирикой. Это волнующий, эмоциональный разряд электричества» Billboard в характеристике «Already Gone» сравнил Кларксон с Шинейд О’Коннор. Slant Magazine всё же отметил идентичность аранжировок «Already Gone» и «Halo», однако сравнение критика было в пользу песни Кларксон, где «присутствует более сильная мелодическая составляющая» и более эмоциональный вокал.
Не все отзывы критиков были положительными. Рецензент Orlando Sentinel посчитал текст песни банальным, не представляющим ничего нового. Газета The New York Times писала, что Теддер «утопил Кларксон в мрачном звучании фортепиано».

## Список композиций и персонал
Австралия — CD сингл
# в каталоге: 88697-58178-2
| №  | Название                                 | Длительность |
| -- | ---------------------------------------- | ------------ |
| 1. | «Already Gone» (альбомная версия)        | 4:41         |
| 2. | «Already Gone» (инструментальная версия) | 4:40         |

Персонал
- A&R: Pete Ganbarg
- Гитара: Brian Ray
- Инструменты: Ryan Tedder
- Менеджмент: Narvel Blackstock , Starstruck Management Group , Trisha McClanahan
- Продюсер: Ryan Tedder
- Сведение, аранжировка: Ryan Tedder
- Запись: Joe Zook , Ryan Tedder
- Ассистенты звукозаписи: Daniel Piscina, Jared Newcomb
- Авторы: Kelly Clarkson, Ryan Tedder

 Великобритания
| №  | Название                                | Длительность |
| -- | --------------------------------------- | ------------ |
| 1. | «Already Gone» (Bimbo Jones club mix)   | 7:59         |
| 2. | «Already Gone» (Bimbo Jones radio edit) | 3:32         |
| 3. | «Already Gone» (радио версия)           | 3:57         |

## Позиции в чартах
28 марта 2009 года сингл дебютировал в чартах Billboard Hot 100 и Canadian Hot 100 на 70 месте. Наивысшими достижениями в этих чартах стали 13 и 15 места соответственно. Песня пребывала в чарте Hot Adult Contemporary Tracks в течение 51 недели, и добралась в нём до 3 места. Также она 8 недель подряд возглавляла чарт Billboard Adult Top 40. На июнь 2010 года было продано 1.400.000 копий сингла в США, также он получил статус Платинового в Канаде. В Австралии «Already Gone» поднялась на 12 место 13 сентября 2009 года и получила Золотой статус. В Новой Зеландии она достигла 23 места в чарте и находилась в нём в течение 8 недель В британском чарте синглов песня смогла добраться лишь до 66 места
| Чарт (2009)                  | Лучший результат | Годовой Чарт        | Статус     |
| ---------------------------- | ---------------- | ------------------- | ---------- |
| Ö3 Austria Top 40            | 36               | —                   | —          |
| ARIA Charts                  | 12               | 86 (2009)           | Золотой    |
| Ultratop 50 (Фландрия)       | 15               | —                   | —          |
| Canadian Hot 100             | 15               | 88 (2010)           | Платиновый |
| Dutch Single Top 100         | 78               | —                   | —          |
| German Singles Chart         | 23               | —                   | —          |
| New Zealand Singles Chart    | 23               | —                   | —          |
| Sverigetopplistan            | 26               | —                   | —          |
| Swiss Singles Chart          | 15               | —                   | —          |
| UK Singles Chart             | 66               | —                   | —          |
| Billboard Hot 100            | 13               | 95 (2009) 74 (2010) | —          |
| Billboard Adult Contemporary | 3                | —                   | —          |
| Billboard Mainstream Top 40  | 5                | —                   | —          |

Продажи
| Страна | Продажи  |
| ------ | -------- |
| США    | 1.456000 |